# Розріз скальської серії (пам'ятка природи)
Ро́зріз ска́льської се́рії — геологічна пам'ятка природи місцевого значення в Україні. Розташована в межах Гуківської сільської громади Кам'янець-Подільського району Хмельницької області, на захід від села Гуків (лівий берег річки Збруч).
Площа 1,8 га. Статус присвоєно згідно з рішенням облвиконкому від 4.09.1982 року № 278. Перебуває у віданні Гуківської сільської громади.
Пам'ятка природи «Розріз скальської серії» розташована на території національного природного парку «Подільські Товтри».